# Gihumbu
Gihumbu är ett periodiskt vattendrag i Burundi.   Det ligger i provinsen Cibitoke, i den nordvästra delen av landet, 50 kilometer norr om huvudstaden Bujumbura.
Omgivningarna runt Gihumbu är en mosaik av jordbruksmark och naturlig växtlighet. Runt Gihumbu är det tätbefolkat, med 397 invånare per kvadratkilometer.